# Urma (formație)
Urma este o formație românească de rock alternativ din Cluj-Napoca, România.

## Membrii formației

### Membri actuali
- Mani Gutău - vocal, chitară
- Vlad Cotruș - chitară electrică
- Mihai Moldoveanu - chitară bas
- Luis Angel Palomino - saxofon, flaut
- Dominic Csergö - baterie

### Foști membri
- Dan Byron - vocal, chitară, flaut (2003-2006)
- Catrinel Bejenariu - vocal (2009-2011)
- Sorin Erhan - bas (2003-2008, 2009-2015)
- Jimmy Cserkesz - chitară (2009-2015)
- Ati Panaitescu - percuție (2009-2012)
- Eduard Târâș - chitară bas
- Marius "Ciupi" Ciupitu - baterie
- Sebastian Burneci - trompetă

## Discografie

### Albume de studio
- Nomad Rhymes (2004)
- Anger As a Gift (2005)
- Trend Off (2007)
- Lost End Found (2013)